# Jimmy Van Eaton
Jimmy Van Eaton, all'anagrafe James Mack Van Eaton (Memphis, 23 dicembre 1937 – Tuscumbia, 9 febbraio 2024), è stato un batterista statunitense.

## Biografia
Nato e cresciuto a Memphis, nel Tennessee, il giovane Jimmy Van Eaton comprò la sua prima batteria grazie ai soldi messi da parte consegnando giornali a domicilio. Formò la sua prima band ai tempi del liceo, The Jivin' Five, con i quali suonava dixieland. Ma fu con una Rock and roll band, The Echoes che incise il suo primo demo alla Sun Records di Sam Phillips. Il lavoro fece una buona impressione su Jack Clement, l'ingegnere del suono che registrò la demo, il quale indirizzò il giovane batterista e il bassista della band Marvin Pepper verso Billy Lee Riley, che aveva appena prodotto il suo primo singolo e aveva bisogno di una tour band per promuoverlo. Nacquero così i Little Green Man, formati da: Roland Janes, Jimmy Van Eaton, Marvin Pepper e Jimmy Wilson.
Jimmy iniziò così a lavorare a tempo pieno come turnista presso gli studi della Sun. Durante la settimana lavorava  in studio, per poi suonare live nel fine settimana con i Little Green Man, che presero ad esibirsi in completi verdi e che per auto-promuoversi fecero una maratona musicale di 72 ore allo Starlite Club di Memphis.
Durante la seconda metà degli anni cinquanta, Jimmy fu il batterista più gettonato alla Sun Records, registrando gran parte delle hits sfornate dalla casa discografica in quegli anni, di artisti quali: Jerry Lee Lewis, Charlie Rich, Roy Orbison, Johnny Cash, Billy Lee Riley, Conway Twitty.

## Discografia parziale

### Album in studio
- 1991 - 706 Re-Union (Sun-Up) (con Billy Lee Riley)
- 1998 - The Beat Goes On (706 Records)
- 2016 - Downtown Memphis (Rock Paradise/Chickens Records) (con Jake Calypso & His Red Hot)

### Singoli
- 1960 - Beat-Nik/Foggy (Rita)
- Johnny Clement/Hey Sweet Baby (Sun Studios) (con Patrick Stebbins II, Dennis Quaid e John Doe)